# Patricia Collinge
Patricia Collinge, nata Eileen Cecilia Collinge, (Dublino, 20 settembre 1892 – New York, 10 aprile 1974), è stata un'attrice irlandese naturalizzata statunitense.
Iniziò la sua carriera in teatro, passando poi a lavorare per il cinema e la televisione.

## Biografia
Nata a Dublino da Emmie Russell e F. Channon Collinge, fu educata dapprima privatamente, poi in una scuola femminile. Studiò danza e pianoforte, ma scelse di fare l'attrice. Esordì a dodici anni, il 21 dicembre 1904, in un ruolo da bambola cinese in Little Black Sambo al Garrick Theatre di Londra.
La sua prima apparizione sui palcoscenici di Broadway risale al 7 dicembre 1908 in The Queen of the Moulin Rouge come ragazza fiore. L'anno prima, era arrivata a New York insieme a sua madre. Dopo aver lavorato con alcuni dei più noti attori teatrali dell'epoca, le fu affidato il ruolo del titolo in Pollyanna, l'adattamento teatrale del romanzo di Eleanor H. Porter. Fu la prima interprete del personaggio che sarebbe stato poi ripreso al cinema nel 1920 da Mary Pickford e, nel 1960, da Hayley Mills.
Nel 1939, fu Birdie Hubbard in Le piccole volpi con protagonista Tallulah Bankhead. Riprese lo stesso ruolo nella versione cinematografica, Piccole volpi (1941).
L'attrice morì a New York nel 1974 all'età di 81 anni, a causa di un attacco cardiaco. Venne cremata e le sue ceneri furono date ai familiari e agli amici.

## Vita privata
Patricia Collinge si sposò il 10 giugno 1921 con James Nichols Smith. La loro unione durò per decenni ma dal matrimonio non nacquero figli.

## Riconoscimenti
Fu candidata nel 1942 all'Oscar alla miglior attrice non protagonista per Piccole volpi.

## Filmografia

### Cinema
- Piccole volpi (The Little Foxes), regia di William Wyler (1941)
- L'ombra del dubbio (Shadow of a Doubt), regia di Alfred Hitchcock (1943)
- Eravamo tanto felici (Tender Comrade), regia di Edward Dmytryk (1943)
- Le tre donne di Casanova (Casanova Brown), regia di Sam Wood (1944)
- Teresa, regia di Fred Zinnemann (1951)
- Washington Story, regia di Robert Pirosh (1952)
- La storia di una monaca (The Nun's Story), regia di Fred Zinnemann (1959)

### Televisione
- Alfred Hitchcock presenta (Alfred Hitchcock Presents) – serie TV, 4 episodi (1955-1961)
- Climax! – serie TV, episodio 3x15 (1957)
- L'ora di Hitchcock (The Alfred Hitchcock Hour) – serie TV, episodi 1x13-2x25 (1962-1964)
- Assistente sociale (East Side/West Side) – serie TV, episodio 1x13 (1963)
- N.Y.P.D. – serie TV, episodi 1x03-1x07 (1967)

## Doppiatrici italiane
- Anita Farra in L'ombra del dubbio
- Maria Saccenti in La storia di una monaca
- Gianna Piaz nel ridoppiaggio de Piccole volpi
- Tina Lattanzi nella riedizione de Le tre donne di Casanova

## Spettacoli teatrali
- The Queen of the Moulin Rouge
- The Thunderbolt
- Everywoman
- The New Henrietta
- He Comes Up Smiling
- The Show Shop
- Pollyanna, di Catherine Chisholm Cushing (Broadway, 18 settembre 1916)
- Tillie
- Just Suppose
- The Rivals
- The Dark Angel
- Hedda Gabler, di Henrik Ibsen (nella traduzione di William Archer)  (Broadway, 26 gennaio 1926)
- The Importance of Being Earnest, di Oscar Wilde (Broadway, 3 maggio 1926)
- The Comic
- Venus
- She Stoops to Conquer
- Becky Sharp
- Anatol
- The Lady with a Lamp
- Autumn Crocus
- Another Language
- To See Ourselves
- Dame Nature
- Le piccole volpi (The Little Foxes), di Lillian Hellman (Broadway, 15 febbraio 1939)
- Arsenic and Old Lace, di Joseph Kesselring (Broadway, 10 gennaio 1941)
- The Heiress, di Ruth Goetz e Augustus Goetz (Broadway, 29 settembre 1947)
- Marie Rose
- I've Got Sixpence